# تروبيا
اتربية أو (نقحرة: تروبيا) (بالإنجليزية: Tropea)‏، (الإيطالية:troˈpɛːa)، (اللاتينية: Tropaea ؛ اليونانية القديمة: ،α ، بالحروف اللاتينية: Trápeia)، هي (بلدية) تقع داخل مقاطعة فيبو فالنتيا، في قلورية، جنوب إيطاليا.

## السكان
في سنة 1861 بلغ عدد السكان 5٬133 نسمة، وتطور العدد ليصل في سنة 2011 لـ 6٬555 نسمة.
يظهر هذا المخطط البياني تطور النمو السكاني لـ اتربية

## توأمة
لاتربية اتفاقيات توأمة مع:
- زفينيغورود

## أعلام
- راف فالون
- ألبرت أناستازيا